# Першино (Тульская область)
Першино — село в Тульской области России. С точки зрения административно-территориального устройства входит в Поповский сельский округ, Алексинский район. В плане местного самоуправления входит в состав муниципального образования город Алексин.

## География
Деревня находится в северо-западной части Тульской области, в пределах северо-восточного склона Среднерусской возвышенности, в подзоне широколиственных лесов, в 25 км к югу от Алексина и в 30 км к северо-западу от Тулы.

### Климат
Климат характеризуется как умеренно континентальный, с ярко выраженными сезонами года. Средняя температура воздуха летнего периода — 16 — 20 °C (абсолютный максимум — 38 °С); зимнего периода — −5 — −12 °C (абсолютный минимум — −46 °С). Снежный покров держится в среднем 130—145 дней в году. Среднегодовое количество осадков — 650—730 мм.

## История
Имение Першино с прилегающими к нему землями было подарено банкиру Ивану Лазаревичу Лазареву Императрицей Екатериной II за доставленный ей бриллиант «Орлов», считающийся по величине 3-м в Европе. Лазарев построил большой двухэтажный дом. От Лазарева имение перешло в род Арапетовых, а от них к графу Ивану Давыдовичу Делянову, который продал его в 1861 году тульскому купцу Баташеву, во время владения которого дом был запущен и обращен в подобие амбара для хранения зерна.
В 1887 году усадьбу в Першино приобрёл великий князь Николай Николаевич Младший и организовал в ней Першинскую псовую охоту, на которую приглашал высокопоставленных гостей. Для приезда гостей на уже существовавшей Сызрано-Вяземской железной дороге (в 15 км к северу от Першина) была построена железнодорожная станция Рюриково (ныне платформа, вокзал заброшен), от которой гости добирались по дороге.
Усадьба Лазарева сохранилась до настоящего времени.

## Население
| 1859 | 1915 | 2002 | 2010 |
| ---- | ---- | ---- | ---- |
| 468  | ↗545 | ↘164 | ↘127 |

### Национальный состав
Согласно результатам переписи 2002 года, в национальной структуре населения русские составляли 96 % из 164 чел.

## Казанская церковь
Построена в 1696 году на средства помещиков — братьев Ходыревых. В 1813 году храм был капитально обновлен на средства помещика И. И. Арапетова, вновь устроены были иконостасы — в 1833 году в приделе и в 1848 году в настоящем храме. В приходе с 1870 года действовала земская школа. В 1901 году в присутствии князя Николая Николаевича была совершена закладка трапезной церкви. В углубление камня князь собственноручно положил несколько серебряных рублей, покрыл его медною доской с вырезанною на ней надписью о времени закладки храма. Церковь в стиле барокко представляет собой восьмерик на четверике с трапезной, выстроенной вновь в 1900-х годах, и колокольней под шпилем. В трапезной устроены приделы Георгиевский и Святителей Московских.
Закрыта не позже 1930-х годов, а к 1990-м годам была в аварийном состоянии. Возвращена верующим в 2005 году. До начала восстановительных работ храм выглядел не лучшим образом: крыша и купола отсутствовали. Однако сохранились кладка, кованые чугунные решетки на окнах и тяжелая внешняя чугунная дверь, фрагменты росписи. Сегодня церковь потихоньку оживает, в ней по воскресеньям уже идут службы. Ведутся работы по расчистке и восстановлению здания храма. Обустроены престолы: Казанской иконы Божией Матери, Георгия Победоносца, Петра, Алексия, Ионы, Филиппа, Ермогена, святителей Московских.

## Население
| 1859 | 1915 | 2002 | 2010 |
| ---- | ---- | ---- | ---- |
| 468  | ↗545 | ↘164 | ↘127 |

## Транспорт
Село доступно автотранспортом по федеральной трассе Р-132. Остановки общественного транспорта «Першино», «Першино-2». 